# مقترحات دوري السوبر الأوروبي
تمت مناقشة مفهوم دوري السوبر الأوروبي المكون من أندية كرة القدم من جميع أنحاء أوروبا منذ التسعينيات. تم اقتراح دوري السوبر من حين لآخر رسميًا ولكن لم يتم تنفيذه مطلقًا رفض الفيفا وجميع الاتحادات القارية الستة، بما في ذلك الاتحاد الأوروبي لكرة القدم، تشكيل دوري انفصالي. الأسباب التي أدت إلى بدء الدوري الجديد غير معروفة.

## التاريخ
في عام 1998، حققت شركة ميديا بارتنرز الإيطالية بجدية في الفكرة. ماتت الفكرة بعد أن تحرك الاتحاد الأوروبي لكرة القدم لتوسيع مسابقة دوري أبطال أوروبا وإلغاء كأس الكؤوس الأوروبية من أجل استيعاب الأندية التي كانت تفكر في الانشقاق بشكل أفضل من أجل الانضمام إلى دوري السوبر الأوروبي المقترح.
في يوليو 2009، دافع فلورنتينو بيريز رئيس ريال مدريد عن الفكرة. وفي أغسطس 2009، توقع مدرب أرسنال أرسين فينغر أن يصبح دوري السوبر الأوروبي حقيقة في غضون 10 سنوات بسبب ضغوط الإيرادات على فرق النخبة في القارة.
في فبراير 2012، تنبأ كلارنس سيدورف أيضًا ببدء المنافسة، وقدم لها دعمه. في أبريل 2013، قال غوردون ستراكان، مدرب اسكتلندا، إنه يعتقد أن ناديي سلتيك ورينجرز سينضمان إلى دوري السوبر الأوروبي الجديد في المستقبل المكون من 38 ناديًا.

### اقتراح فلورنتينو بيريز 2009
في 4 يوليو 2009، انتقد فلورنتينو بيريز دوري أبطال أوروبا في شكله الحالي، قائلاً «يجب أن نتفق على دوري أوروبي جديد يضمن أن الأفضل دائمًا هو الأفضل - وهو أمر لم يحدث في دوري الأبطال.» صرح بيريز أنه سيدفع نحو منافسة انفصالية تضم القوى التقليدية في أوروبا إذا لم يقوم الاتحاد الأوروبي لكرة القدم بتقديم المزيد من الضمانات التي تجعل هذه الفرق تواجه بعضها البعض سنويًا. وبموجب خطة بيريز، ستبقى أفضل الفرق في القارة جزءًا من أنظمتها الوطنية، ولكن ستضمن فرصة اللعب مع بعضها البعض في ختام موسم الدوري العادي.

### اقتراح ستيفن إم. روس
في عام 2016، شوهد ممثلون من أندية الدوري الإنجليزي الممتاز أرسنال وتشيلسي وليفربول ومانشستر سيتي ومانشستر يونايتد وهم يغادرون اجتماعًا مع ممثلي ستيفن إم. روس الذي ناقش اقتراح دوري السوبر الأوروبي.

### تغييرات الاتحاد الأوروبي لكرة القدم 2016
في عام 2016، ناقش الاتحاد الأوروبي لكرة القدم مرة أخرى إمكانية إنشاء دوري مغلق يضم أفضل 16 فريقًا في كرة القدم الأوروبية من الدوريات الوطنية الأعلى مرتبة. تم تقسيم هذه الفرق الـ 16 إلى مجموعتين، مع 8 فرق في كل مجموعة. بعد 56 مباراة في كل مجموعة بموجب نظام الدور الرباعي، فإن الفرق التي أنهت في المراكز من 1 إلى 4 ستتأهل إلى ربع النهائي. تم رفض هذه الخطة وقام الاتحاد الأوروبي لكرة القدم من أجل تجنب إنشاء دوري السوبر، بإجراء تغييرات على هيكل دوري أبطال أوروبا.
أعلن الاتحاد الأوروبي لكرة القدم أنه بالنسبة للدورة التجارية 2018–21، سيكون لكل من إنجلترا وإيطاليا وإسبانيا وألمانيا 4 فرق في دور المجموعات لدوري أبطال أوروبا دون الحاجة إلى التنافس في المباريات الفاصلة. هذا يعني أن عدد الأماكن المباشرة سيرتفع من 22 إلى 26. ستأتي الأماكن الستة المتبقية من مسار الأبطال (نزولاً من 5 فرق إلى 4 فرق) ومسار غير الأبطال (ينخفض من 5 فرق إلى فريقين). إذا تأهل حامل لقب هذه المسابقة إلى دوري أبطال أوروبا من دوريه المحلي، فإن بطل البلد صاحب المركز الحادي عشر في تصنيف الاتحاد الأوروبي سوف ينتقل إلى مرحلة المجموعات من دوري أبطال أوروبا؛ إذا لم يكن الأمر كذلك، يحق لحامل اللقب الدفاع عن الكأس. يكتسب حاملو لقب دوري أبطال أوروبا الحق أيضًا في التنافس في مرحلة مجموعات دوري أبطال أوروبا، دون أن تتاح لهم فرصة تأمين تأهلهم عن طريق ملحق مباشرة كما هو الحال في اتفاقيات الدورة التجارية 2015–18. إذا تأهل بطل الدوري الأوروبي تلقائيًا لمرحلة المجموعات دوري أبطال أوروبا عبر الدوري المحلي، فإن الفريق المصنف الثالث من الاتحاد الأوروبي لكرة القدم في البلاد التي تحتل المركز الخامس سيحل محل بطل دوري أبطال أوروبا.

### تسريبات 2018
في نوفمبر 2018، زعم موقع فوتبول ليكس أنه كانت هناك محادثات سرية حول إنشاء مسابقة قارية جديدة للأندية، دوري السوبر الأوروبي، والتي ستبدأ اللعب في عام 2021.

### 2021: دوري السوبر الأوروبي
في أكتوبر 2020، زعمت قناة سكاي سبورت أن الفيفا كان يقترح بديلاً لدوري أبطال أوروبا يسمى دوري السوبر الأوروبي الذي يضم ما يصل إلى 18 فريقًا في نظام دورة روبن ودور خروج المغلوب على غرار الدوري الإقصائي مع عدم وجود هبوط مماثل للمسابقات الرياضية الرئيسية في الدوري في الولايات المتحدة مثل دوري الهوكي الوطني والدوري الوطني لكرة القدم الأمريكية وإن بي إيه ودوري كرة القاعدة الرئيسي. تمت دعوة أندية الدوري الإنجليزي الممتاز وكذلك أندية من إسبانيا وإيطاليا وفرنسا وألمانيا. قبلت برشلونة اقتراحها للانضمام إلى دوري السوبر، في اليوم السابق لاستقالة رئيسها جوسيب ماريا بارتوميو.
ومع ذلك، في 21 يناير 2021، أصدر الفيفا وجميع الاتحادات القارية الستة لكرة القدم (الاتحاد الآسيوي لكرة القدم والاتحاد الأفريقي وكونكاكاف وكونميبول واتحاد أوقيانوسيا لكرة القدم والاتحاد الأوروبي لكرة القدم) بيانًا يرفض تشكيل دوري السوبر الأوروبي المنشق. سيتم حظر أي نادٍ أو لاعب مشارك في مثل هذا الدوري من أي مسابقات تنظمها الفيفا أو أي من الاتحادات القارية الستة. الاقتراح مع ذلك لا يزال قيد المناقشة من قبل أندية مثل مانشستر يونايتد وليفربول. تشير وثيقة الاقتراح إلى أن مثل هذا الدوري سيبدأ في موسم 2022–23، مع 15 عضوًا دائمًا بما في ذلك ستة أندية من الدوري الإنجليزي الممتاز، وسيتم دفع ما يصل إلى 310 مليون جنيه إسترليني لكل نادٍ للانضمام، يليه ما يصل إلى 213 مليون جنيه إسترليني في الموسم الواحد.
في 18 أبريل 2021، ذكرت صحيفة نيويورك تايمز أن 12 ناديًا في إنجلترا وإيطاليا وإسبانيا قد وافقوا من حيث المبدأ على تشكيل دوري السوبر الأوروبي. ذكرت صحيفة نيويورك تايمز أن كل فريق سيكسب أكثر من 400 مليون دولار (290 مليون جنيه إسترليني) لدخوله المنافسة. أثارت التقارير ردود فعل سلبية من الاتحاد الأوروبي لكرة القدم واتحادات كرة القدم ودوريات الدرجة الأولى في إنجلترا وإيطاليا وإسبانيا، الذين أصدروا بيانًا مشتركًا يفيد بأنهم لن يسمحوا دوري السوبر الأوروبي بالاستمرار. كرر الاتحاد الأوروبي لكرة القدم أيضًا أن أي أندية تشارك في دوري السوبر الأوروبي سيتم حظرها من جميع المسابقات المحلية والأوروبية والعالمية الأخرى، وقد يُحرم لاعبوها من فرصة تمثيل منتخباتهم الوطنية. [15] كما سيصدر الاتحاد الفرنسي لكرة القدم ودوري كرة القدم للمحترفين الفرنسية بيانًا يعارض اقتراح دوري السوبر الأوروبي؛ تبعه الدوري الألماني. كما أعرب الرئيس الفرنسي إيمانويل ماكرون ورئيس الوزراء البريطاني بوريس جونسون عن معارضتهما للخطة. كما أعرب بعض الجماهير عن معارضتهم. ووصفوا جمعية مشجعي كرة القدم الأوروبية الاقتراح بأنه: «غير شرعي وغير مسؤول ومضاد للمنافسة حسب التصميم».
في وقت لاحق من نفس اليوم، أعلن بيان صحفي رسمي عن تشكيل الدوري. تم الإعلان عن اثني عشر ناديًا، ريال مدريد، برشلونة، أتلتيكو مدريد، مانشستر يونايتد، مانشستر سيتي، تشيلسي، أرسنال، توتنهام هوتسبير، ليفربول، يوفنتوس، إنتر ميلان وإيه سي ميلان، تم الإعلان عن الأعضاء المؤسسين، مع ثلاثة أندية أخرى من المتوقع أن تنضم قبل الموسم الافتتاحي. تم تصور دوري يضم 20 فريقًا، والذي سيسمح لخمسة أندية بالتأهل سنويًا بناءً على نتائج الموسم السابق. سيستمر الدوري من أغسطس إلى مايو، حيث يبدأ اللعب في مجموعتين تتكون من عشرة أندية. ستتأهل الأندية الثلاثة الأولى في كل مجموعة تلقائيًا إلى ربع النهائي؛ وسوف تتنافس الأندية ذات المركزين الرابع والخامس في مباراة فاصلة من مباراتين على المراكز المتبقية. من هناك، ستؤدي دور خروج المغلوب إلى فريقين في المباراة النهائية، والتي ستكون مباراة واحدة على ملعب محايد.

## الانتقادات
تعرضت فكرة دوري السوبر الأوروبي لانتقادات من قبل المشجعين والنقاد، مشيرين إلى تأثيرها المدمر المحتمل على البطولات المحلية ودوري أبطال أوروبا والأندية الأصغر: يُنظر إليها في بعض الأوساط على أنها مجرد «استيلاء أكبر على السلطة» من قبل الأندية الكبرى من أجل المزيد من الأموال والسيطرة على كرة القدم. انتقد توني كروس لاعب وسط ألمانيا وريال مدريد الخطط في عام 2020، قائلاً: «الفجوة بين الأندية الكبيرة والصغيرة ستتسع أكثر. لا يجب أن يكون كل شيء دائمًا أسرع، مع المزيد والمزيد من المال». في قمة فاينانشال تايمز للأعمال لكرة القدم في فبراير 2021، سيمون جرين، رئيس بي تي سبورت، حاملة حقوق دوري أبطال أوروبا في المملكة المتحدة، حذر من أن دوري السوبر الأوروبي «لن يكون ذا قيمة مثل البطولات الحالية ودوري أبطال أوروبا في الوقت الحالي».
رداً على تقارير نيويورك تايمز عن الاتفاق من حيث المبدأ، انتقد غاري نيفيل، المدافع السابق لمانشستر يونايتد والمالك الشريك الحالي لسالفورد سيتي، بشدة مقترحات دوري السوبر الأوروبي، مشيرًا إلى أنه شعر بالاشمئزاز من المقترحات ودعا لكي يعاقب الاتحاد الإنجليزي بشدة الفرق المشاركة. قال رئيس الوزراء البريطاني بوريس جونسون إن خطط دوري السوبر الأوروبي ستكون «ضارة جدًا» لرياضة كرة القدم ودعا الأندية الأخيرة التي تدعم هذه الخطوة للرد على أفعال مشجعيها. كما أعرب الرئيس الفرنسي إيمانويل ماكرون عن انتقاده ورحب بموقف الأندية الفرنسية لرفضها المشاركة في دوري السوبر الأوروبي المقترح.

## وصلات خارجية
- الموقع الرسمي